# WIZO
I WIZO sono un gruppo musicale Punk rock tedesco, di Sindelfingen; Il loro nome deriva dall'avverbio "Wieso?" (IPA [vi:'zo]), che significa "perché, come mai". Sta ad indicare il loro smarrimento in una società nella quale non si riconoscono: i loro testi sono infatti molto carichi di richiami all'anarchia e alla critica delle istituzioni.

## Storia del gruppo
I WIZO nascono nel 1986 da un'idea di Axel Kurth; La scelta del genere è immediata, in quanto semplice (ad inizio carriera i musicisti non avevano molte competenze con i propri strumenti) ed immediato, adatto a completare i testi che il neonato gruppo voleva esprimere.
Con i primi concerti cominciano anche i primi scandali, che costelleranno tutta la vita della band fino alla fine della loro storia: il peggiore avvenne nel 1995. La polizia fece in quell'anno irruzione nella casa discografica del trio e vietarono la ristampa e la vendita del primo album dei WIZO, "für 'n Arsch" (per un culo), poiché la canzone "Kein Gerede" (niente chiacchiere) fu giudicata sovversiva ed istigatrice al terrorismo. Il gruppo dovette pagare una grossa multa, fu loro vietato di cantarla ai concerti e furono ritirate tutte le copie invendute dell'album. Successivamente l'album fu ristampato assieme al secondo, con "Kein Gerede" in versione karaoke e testo censurato sul booklet. Un altro scandalo più tardo sarà una minaccia da parte di un uomo di chiesa bavarese, disturbato dalla presenza di un maiale crocefisso sul booklet di "UUAARRGH!" (1994).
Lo scioglimento, dichiarato da Axel nel 2005, è dovuto alla sua voglia di cambiamento, che ha consegnato ai suoi fedeli con una sorta di testamento, contenuto in Z.G.V. (sigla di "Zukunft, Gegenwart, Vergangenheit": futuro, presente, oltre), l'ultima canzone dell'ultimo album; È stato fatto un ultimo grande concerto d'addio, che ha toccato anche l'Italia (a Bolzano).

## Discografia

### Album in studio
- 1991 - Für'n Arsch
- 1992 - Bleib Tapfer
- 1994 - UUAARRGH!
- 1995 - Herrénhandtasche (mini CD)
- 2004 - Anderster

I WIZO hanno anche pubblicato, prima dello scioglimento, una USB-Stick griffata con il loro nome, contenente tutte le canzoni, dai demo, ai singoli ed agli album ufficiali (si sono sempre dichiarati favorevoli al file sharing su internet, del resto).

### Raccolte
- 1992 - Bleib Tapfer/Für'n Arsch
- 1998 - Mindhalálig Punk! (con gli Auróra)

### EP
- 1991 - Klebstoff
- 1994 - Hey Thomas
- 1997 - Weihnachten Stinkt! (con gli Hi-Standard)
- 1998 - Kraut & Rueben (EP compilation)
- 2004 - Stick-EP

### Singoli
- 1992 - Roy Black Ist Tot/Bleib Tapfer!
- 1993 - All That She Wants
- 1994 - Das Goldene Stück Scheiße/Schweinewelt
- 1996 - NUAZO
- 2016 - Adagio

## Componenti
- Axel Kurth (voce, chitarra)
- Jörn Genserowski (basso)
- Thomas Guhl (batteria)